# Kirill Preobraschenski
Kirill Preobraschenski (russisch Кирилл Преображенский, auch englisch transkribiert Kirill Preobrazhenskiy; * 1970 in Moskau) ist ein russischer Künstler, der sich der Mittel der Video- und Installationskunst bedient. Seine Arbeiten wurden auf der documenta gezeigt.

## Leben und Werk
Kirill Preobraschenski arbeitet mit Videos, Videoinstallationen und Performances. Themen seiner Arbeit sind Medientheorie, Semiotik und Popkultur, die er auf Alltagsrealität und soziale wie politische Kontexte bezieht. Als Teil der Moskauer Organisation arbeitete er 1992 mit am interaktiven Kunstprojekt Piazza Virtuale, das während der documenta IX in Form einer offiziellen Sonderveranstaltung gezeigt wurde.
Als offizieller documenta-Künstler nahm Preobraschenski an der documenta 12 teil. Für seine dort gezeigte Soundinstallation Tram 4 Inner Voice Radio zeichnete er Lebensgeschichten von Einwanderern auf und machte diese über Kopfhörer in einer Kasseler Straßenbahn erhörbar. Preobraschenski lebt und arbeitet in Moskau.

## Ausstellungsbeteiligungen (Auswahl)
- 2010: Objects in Mirror Are Closer than They Appear: About videoart in Russia, Futura, Prag.[4]
- 2009: To make your hands strong…, gemeinsame Performance mit Pyotr Bystrov, National Center For Contemporary Art (NCCA), gezeigt in den NCCA-Galerien in Moskau, St. Petersburg und Kaliningrad.[5]
- 2007: Ottobre. Uscita, Desiderio e Memoria, Artra, Mailand.
- 2007: documenta 12, Kassel. Gezeigt wurde die Arbeit Tram 4 Inner Voice Radio, eine Soundinstallation in der Straßenbahnlinie 4, Kaufungen – Mattenberg.[6]
- 2002: Kirill Preobrazhenskiy; Anton Smirnsky - Plan 9 from Outer Space, XL Gallery, Moskau.